# Parigi-Troyes 2010
La Parigi-Troyes 2010, cinquantaduesima edizione della corsa e valida come evento dell'UCI Europe Tour 2010 categoria 1.2, si svolse il 14 marzo 2010 su un percorso totale di circa 172,1 km. Fu vinto dal francese Cédric Pineau che terminò la gara in 4h03'02", alla media di 42,488 km/h.
All'arrivo 110 ciclisti portarono a termine il percorso.

## Ordine d'arrivo (Top 10)
| Pos. | Corridore         | Squadra      | Tempo    |
| ---- | ----------------- | ------------ | -------- |
| 1    | Cédric Pineau     | Roubaix      | 4h03'02" |
| 2    | Jean-Marc Bideau  | Bretagne     | s.t.     |
| 3    | Cyril Bessy       | Saur-Sojasun | a 5"     |
| 4    | Nadir Haddou      | BigMat       | a 51"    |
| 5    | Renaud Dion       | Roubaix      | s.t.     |
| 6    | Mathieu Simon     | CC Nogent    | a 1'05"  |
| 7    | Thomas Bouteille  | CC Etupes    | s.t.     |
| 8    | Olivier Grammaire | SCO Dijon    | s.t.     |
| 9    | Anthony Delaplace | Saur-Sojasun | s.t.     |
| 10   | Loïc Desriac      | CC Etupes    | s.t.     |